# Siphona lichtwardtiana
Siphona lichtwardtiana là một loài ruồi trong họ Tachinidae.